# Archie Cash
Archie Cash est une série de bande dessinée belge du dessinateur Malik et des scénaristes Brouyère, Terence et Smit le Bénédict. Elle est publiée dans l'hebdomadaire Spirou entre le 23 septembre 1971 et le 1er décembre 1987 et éditée en 15 albums par Dupuis entre 1973 et 1988, avec un seizième album publié par les Éditions du fourbe chinois en 2019.

## Description

### Synopsis
En Amérique du Sud, Archie Cash est un homme solitaire qui déjoue les plans de malfaiteurs, kidnappeurs ou tueurs en série afin de faire régner l'ordre autour de lui.

### Personnages
- Archie Cash
- Linda
- Coquelicot

### Clins d'œil

#### Archie Cash et Charles Bronson
Le héros de la bande dessinée a été volontairement dessiné sous les traits de l'acteur américain Charles Bronson qui joue dans ses films un rôle similaire de justicier.

## Publications en français

### Revues
- Spirou no  1745 du 23 septembre 1971 au 2590 du 1er décembre 1987

| Année | Titre                                 | n° début | n° de fin | Commentaire                               |
| ----- | ------------------------------------- | -------- | --------- | ----------------------------------------- |
| 1971  | Le Déserteur de Toro–Toro             | n° 1745  |           | Récit Complet 15 p.                       |
| 1971  | Face à Animoso                        | n° 1757  |           | Récit Complet 16 p.                       |
| 1972  | Un train d’enfer                      | n° 1770  | n° 1774   |                                           |
| 1972  | Animoso à Toro–Toro                   | n° 1784  |           | Récit Complet 14 p. Couverture du n° 1784 |
| 1972  | Le Maître de l’épouvante              | n° 1803  |           | Récit Complet 9 p. Couverture du n° 1803  |
| 1972  | Le Maître de l’épouvante              | n° 1809  |           | Récit Complet 14 p. Couverture du n° 1809 |
| 1973  | Le Maître de l’épouvante              | n° 1817  | n° 1818   | Couverture du n° 1817                     |
| 1973  | Le Carnaval des zombies               | n° 1845  | n° 1851   |                                           |
| 1973  |                                       | n° 1859  |           | Récit Complet 6 p.                        |
| 1974  | Black Mygale                          | n° 1887  |           | Récit Complet 11 p. Couverture du n° 1887 |
| 1974  | Autour d’un cigarillo                 | n° 1907  |           | Récit Complet 13 p. Couverture du n° 1907 |
| 1975  | Cibles pour Long Thi                  | n° 1951  | n° 1954   | Couverture du n° 1951                     |
| 1976  | Où règnent les rats                   | n° 1978  | n° 1995   | Couverture du n° 1978                     |
| 1976  | Le Démon aux cheveux d’ange           | n° 2000  | n° 2014   |                                           |
| 1977  | Asphalte                              | n° 2039  | n° 2044   | Couverture du n° 2039                     |
| 1982  | Le Cagoulard aux yeux rouges          | n° 2313  | n° 2334   |                                           |
| 1984  | The Popcorn Brothers                  | n° 2404  | n° 2407   | Couverture du n° 2405                     |
| 1985  | Les Petits Bouddhas qui chantent faux | n° 2466  | n° 2469   | Couverture du n° 2466                     |
| 1986  | Les Rastas et le Bouffon bleu         | n° 2506  | n° 2509   | Couverture du n° 2506                     |
| 1987  | Chasse-Cœur à Koa-Gulé                | n° 2550  | n° ?      | Couverture du n° 2550                     |
| 1987  | Curare                                | n° 2582  | n° 2590   | Couverture du n° 2582                     |

### Albums
- 1 Le Maître de l'épouvante, Dupuis, Marcinelle, 1973
Scénario : Jean-Marie Brouyère - Dessin : Malik
- 2 Le Carnaval des zombies, Dupuis, Marcinelle, 1974
Scénario : Jean-Marie Brouyère - Dessin : Malik
- 3 Le Déserteur de Toro-Toro, Dupuis, Marcinelle, 1975
Scénario : Jean-Marie Brouyère - Dessin : Malik
- 4 Un train d'enfer, Dupuis, Marcinelle, 1976
Scénario : Jean-Marie Brouyère - Dessin : Malik
- 5 Cibles pour Long Thi, Dupuis, Marcinelle, 1977
Scénario : Jean-Marie Brouyère - Dessin : Malik
- 6 Où règnent les rats, Dupuis, Marcinelle, 1978
Scénario : Jean-Marie Brouyère - Dessin : Malik
- 7 Le Démon aux cheveux d'ange, Dupuis, Marcinelle, 1978
Scénario : Jean-Marie Brouyère - Dessin : Malik
- 8 Asphalte, Dupuis, Marcinelle, 1982
Scénario : Jean-Marie Brouyère - Dessin : Malik
- 9 Le Cagoulard aux yeux rouges, Dupuis, Marcinelle, 1983
Scénario : Terence - Dessin : Malik
- 10 Le Chevalier de la mort verte, Dupuis, Marcinelle, 1984
Scénario : Smit le Bénédict - Dessin : Malik
- 11 The Popcorn Brothers, Dupuis, Marcinelle, 1985
Scénario : Jean-Marie Brouyère - Dessin : Malik
- 12 Les Petits Bouddhas qui chantent faux, Dupuis, Marcinelle, 1986
Scénario : Jean-Marie Brouyère - Dessin : Malik
- 13 Les Rastas et le bouffon bleu, Dupuis, 1987
Scénario : Jean-Marie Brouyère - Dessin : Malik
- 14 Chasse-cœur à Koa-Gule, Dupuis, 1987
Scénario : Jean-Marie Brouyère - Dessin : Malik
- 15 Curare, Dupuis, 1988
Scénario : Jean-Marie Brouyère - Dessin : Malik
- 16 Qui a tué Jack London ?, Éditions du fourbe chinois, 2019
Scénario : Jean-Marie Brouyère - Dessin : Malik

### Documentation
- Évariste Blanchet, « Les Débuts d'Archie Cash », dans Bananas n°3, janvier 2011, p. 28-35.
- Patrick Gaumer, « Archie Cash », dans Dictionnaire mondial de la BD, Paris, Larousse, 2010 (ISBN 9782035843319), p. 29.